# Spittlegate
Spittlegate är en stadsdel i Grantham, i distriktet South Kesteven, i grevskapet Lincolnshire, i England. Orten hade 225 invånare år 2011. Spittlegate var en civil parish från 1866 till 1894 då den blev en del av Spittlegate Within och Spittlegate Without. Civil parish hade 6 246 invånare år 1891. Byn nämndes i Domedagsboken (Domesday Book) år 1086, och kallades då Nongetune/Nongtone.